# 2020-as hegyi-karabahi háború
A 2020-as hegyi-karabahi háború a Törökország által támogatott Azerbajdzsán és az Örményország által támogatott, saját magát függetlennek kikiáltott Hegyi-Karabah Köztársaság közötti háború volt, mely Hegyi-Karabahban és az azt körül ölelő területeken zajlott. Ez a meg nem oldott a régió miatti konfliktus 2020-as eszkalálódása, melyet a nemzetközi közösség Azerbajdzsán részeként tart számon, de a valóságban Hegyi-Karabah irányítja, ahol az örmények vannak többségben.
Az összecsapások 2020. szeptember 27-én reggel kezdődtek a Hegyi-Karabahi Találkozási Vonalnál, melyet a hegyi-karabahi háború (1988—1994) után hoztak létre. Erre válaszul Örményország és a Hegyi-Karabah Köztársaság statáriumot hirdetett, és teljes hadseregét mozgósította. Eközben Azerbajdzsán is statáriumot hirdetett  Ezzel együtt kijárási tilalmat és részleges mobilizálást is elrendelt. Törökország katonailag támogatta Azerbajdzsánt, de ennek mértéke kétséges. Úgy gondolják, Törökország azért avatkozott be a háborúba, hogy ezzel is kiterjessze a befolyási övezetét azzal, hogy Azerbajdzsánt bent tartja a háborúban, és így marginalizálja Oroszország befolyását a területen.
Nemzetközi elemzők szerint a háború azerbajdzsáni offenzívával indult, melynek fő célja a kevésbé hegyes déli Hegyi-Karabah visszafoglalása volt. Ezt a részt könnyebb megtámadni, mint a terület jobban védett belső területeit. A háborúra jellemző volt a drónok, érzékelők, nagy hatótávolságú nehéztüzérség bevetése ezen kívül sok rakétát is kilőttek, valamint bevetették az állami propagandát, az információs hadviselésbe pedig bevonták a hivatalos kormányzati közösségi médiás oldalakat is. Az áldozatok száma mindkét oldalon pár ezer körül lehetett. Több ország és az Egyesült Nemzetek Szervezete is élesen elítélte a harcokat, mindkét felet a békés megoldásokra intettek, és azt akarták, hogy késlekedés nélkül induljanak meg az érdemi tárgyalások. Oroszország, Franciaország és az Amerikai Egyesült Államok is hiába ért el a területen tűzszünetet, ezek nem voltak tartósak.
Şuşa, Hegyi-Karabah második legnagyobb városának elfoglalása után tűzszüneti megállapodást kötött Azerbajdzsán elnöke, İlham Əliyev, Örményország miniszterelnöke, Nikol Pasinján és Oroszország elnöke, Vlagyimir Putyin Eszerint moszkvai idő szerint 2020. november 10-én 00:00-tól minden harci tevékenységet felfüggesztenek. Hegyi-Karabah elnöke, Arayik Harutyunyan szintén beleegyezett a harcok beszüntetésébe. A megállapodás értelmében a harcoló felek megőrzik Hegyi-Karabahban az ellenőrzésük alatt álló területeket, miközben Örményország szárazföldi összeköttetést Azerbajdzsánnak a Törökországgal és Iránnal határos Nahicseván exklávéjához. Körülbelül 2000 orosz katonát küldtek az Örményország és Hegyi-Karabah határán lévő Laçıni-folyosóhoz, ahol legalább öt évig fognak állomásozni.

## Elnevezése
A háborút hívják még „második hegyi-karabahi háborúnak”, az "örmény—azeri háborúnak" (örményül: Հայ-ադրբեջանական պատերազմ; azeriül: Azərbaycan–Ermənistan müharibəsi) "hathetes háborúnak" (örményül: Վեցշաբաթյա պատերազմ; azeriül: Altı həftəlik müharibə), és "44 napos háborúnak" (örményül: Քառասունչորսօրյա պատերազմ; azeriül: Qırx dörd günlük müharibə) is Ezeket a neveket Örményországban, Azerbajdzsánban és a nemzetközi médiában egyaránt használják.
Örményországban és Hegyi-Karabahban használják még a "második arcakhi háború" (örményül: Արցախյան երկրորդ պատերազմ), "honvédő háború" (örményül: Հայրենական պատերազմ) és a "harc a túlélésért" (örményül: Գոյամարտ) neveket. Ezeket a nyilvánosság és a kormány is gyakran használja.
Azerbajdzsánban „második karabahi háborúnak”, (azeriül: İkinci Qarabağ müharibəsi), "honvédő háborúnak" (azeriül: Vətən müharibəsi), "A béke örményországi megerősítése hadműveletnek" (azeriül: Ermənistanı sülhə məcburetmə əməliyyatı), vagy "ellentámadási hadműveletnek" (azeriül: Əks-hücum əməliyyatı) hívja a nyilvánosság és a kormány is. December 10-én az azerbajdzsáni kormány bejelentette, hogy "a vas az első hadművelet" (azeriül: Dəmir Yumruq əməliyyatı) néven indított támadást.

## Előzmények
Hegyi-Karabah hovatartozásáért már sokat harcolt egymással Örményország és Azerbajdzsán. A hegyi-karabahi konfliktus gyökerei az első világháborúig nyúlnak vissza. A terület „de jure” Azerbajdzsán része, de „de facto” nagy részét a nemzetközileg el nem ismert Hegyi-Karabah Köztársaság tartja ellenőrzése alatt, melyet Örményország támogat.

### Szovjet időszak
A szovjet időszakban a területet az Azerbajdzsáni Szovjet Szocialista Köztársaságon belül autonóm területként kormányozták.  A Szovjetunió felbomlásával egyidejűleg az 1980-as évek vége felé ismét terítékre került a Hegyi-Karabah kérdése, 1988. február 20-án pedig a Hegyi-Karabah Autonóm Terület parlamentje egy olyan határozatot hozott, melyben azt kérte, hogy a területet az Azerbajdzsáni SzSzK-tól csatolják át az Örmény Szovjet Szocialista Köztársasághoz. Azerbajdzsán többször is ellenezte a kérést, majd 1988 és 1990 között több alkalommal pogrom is volt az örmények ellen  Sumqayıtiban, Gəncəban és Bakuban, azeriek ellen pedig Gugarkban és Sztepanakertben. Miután megvonták Hegyi-Karabah autonómiáját, 1991. december 10-én népszavazást tartottak a függetlenségéről. A szavazást az azeri lakosság bojkottálta, mely akkor a lakosság 22,8%-át tette ki. A résztvevők 99,8%-a a függetlenségre szavazott. 1992 elején, mikor a Szovjetunió szétesett, a régió nyílt háború színtere lett.

### Első hegyi-karabahi háború
Az első hegyi-karabahi háború végén 725.000 azeri és 300.000-500.000 örmény menekült el otthonából Azerbajdzsánban és Örményországban. A harcoknak az 1994-es biskeki megállapodás vetett véget, ahol Örményország jelentős területeket szerzett. Azon felül, hogy a Hegyi-Karabah nagy részét ők ellenőrizték, az Arcahi Köztársaság szerezte meg a környező azeri lakosú kerületeket, melyek a következők voltak: Agdam, Jabrayil, Fuzuli, Kalbajar, Qubadli, Laçın és Zangilan. A biskeki megállapodás után befagyott konfliktus alakult itt ki, az EBESZ Minszki Csoportja 1994-ben egy hosszú távú nemzetközi béketeremtő akcióba kezdett, melynek legfrissebb eredménye a 2020-as háború előtt a madridi irányelvek voltak. Az ENSZ BT négy határozatot hozott 1993-ban, melyben felszólítottak a Hegyi-Karabahot körülvevő területekről történő csapatkivonásokra, 2008-ban pedig az ENSZ Tanácsa fogadott el egy határozatot, melyben az örmény csapatok azonnali kivonására szólított fel, bár a Minszki Csoport elnökei, Oroszország, Franciaország és az Amerikai Egyesült Államok a határozat ellen szavaztak.

### Befagyott konfliktus
Három évtizedig a tűzszünetet többször megszegték, melyek közül a legkomolyabb a négynapos 2016-os hegyi-karabahi konfliktus volt. Felmérések kimutatták, hogy Hegyi-Karabah lakói nem akarnak Azerbajdzsánhoz tartozni, 2020-ban pedig Örményország miniszterelnöke, Nikol Pasinján és más örmény vezetők populista kijelentéseket tettek, olyanokat, mint például a mind Örményország, mind Azerbajdzsán számára történelmileg, politikailag és kulturálisan fontos Şuşa Arcah új fővárosa, ahova a kormány augusztusban átköltöztették a parlamentet is, ami miatt megnőtt a két terület között a feszültség. 2020. júliusban határvita robbant ki a két ország között. Erre válaszul több  ezer azerbajdzsáni tüntetett egy Örményországgal folytatott háborúért, Törökország pedig bejelentette, hogy egy ilyen összetűzésben Azerbajdzsánt támogatná. 2020. július 29-én Azerbajdzsán katonai hadgyakorlatot indított, mely augusztus 10-ig tartott. Ezt szeptember elején újabb csapatmozgások követték, melyben már Törökország is részt vett. A helyzet elmérgesedése előtt olyan találgatások keltek szárnyra, melyek szerint Törökország támogatásával a Szíriai Nemzeti Hadsereg Hamza osztagának több ezer tagja vonult át Azerbajdzsánba. Azerbajdzsán kormánya tagadta, hogy külföldi erők is részt vennének.

## A 2020-as háború eseményei

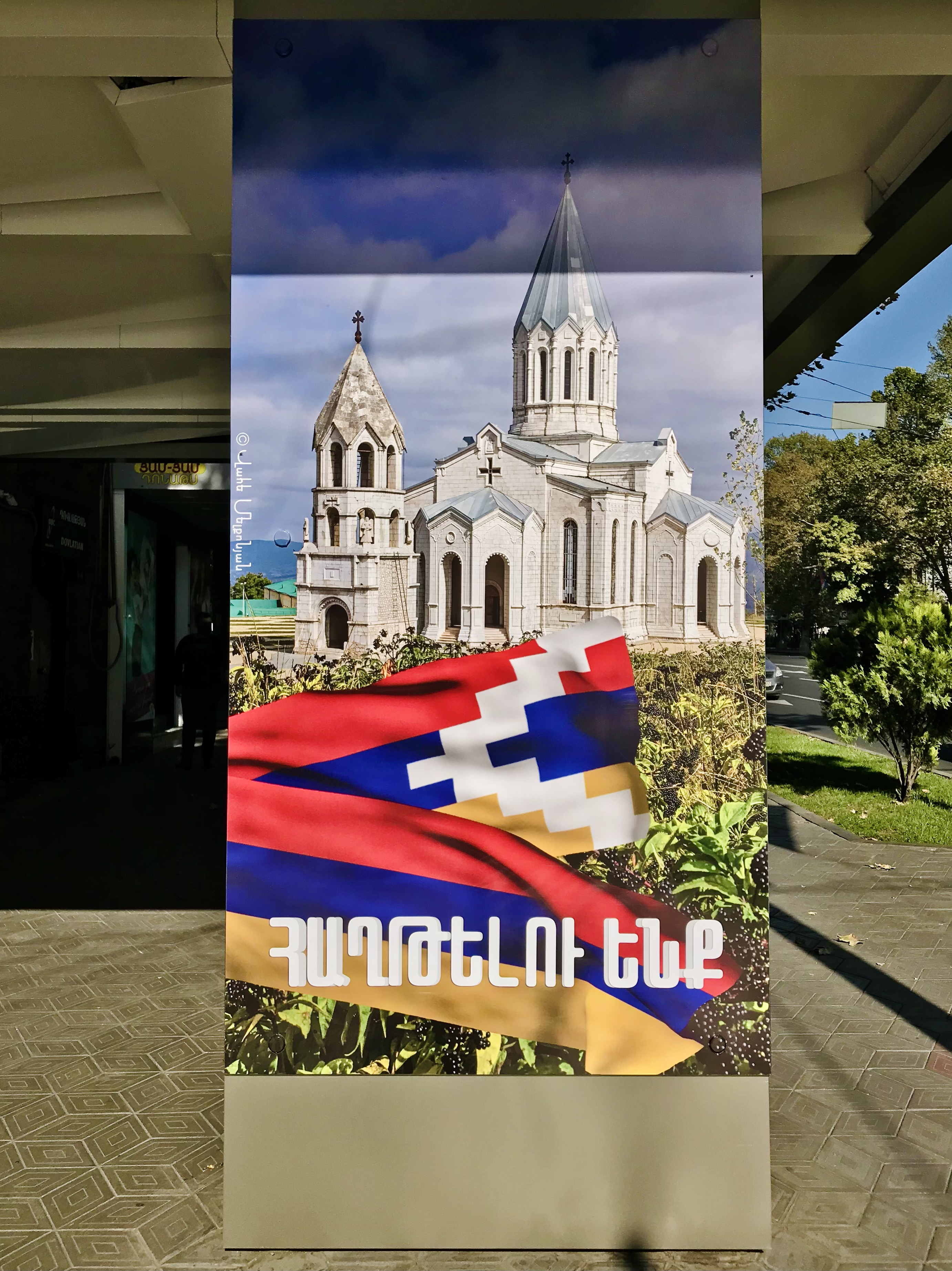
"Հաղթելու ենք" (Győzni fogunk) poszter Jerevánban

2020. július közepén határvillongások törtek ki Hegyi-Karabah és Örményország, valamint Azerbajdzsán között. Az összecsapások során a konfliktus eszkalálódott, Azerbajdzsán általános támadásba ment át, szeptember 27-én az örmény kormány szükségállapotot hirdetett, így a konfliktus háborúvá változott. A háborúskodás további eszkalációjától egy ideig tartani lehetett, különösen Törökország okán, miután az intenzíven Azerbajdzsán mellett foglalt állást. Szeptember 29-én az örmények meg is vádolták a törököket, hogy azerbajdzsáni légtérben lelőttek egy örmény vadászgépet, mindezt viszont az ankarai kormány tagadta.

Şuşa-i csata 2020 novemberében

Az azeri hadsereg, folyamatosan foglalta vissza de jure területeit, ezzel párhuzamosan az örmények visszavonulásra kényszerültek. A harcok november 10-én véget értek a területen, az örmények vesztettek. Hegyi-Karabah területének 35%-a azeri ellenőrzés alá került, így elfoglalták a stratégiai fontosságú Şuşa városát is, amivel viszont közvetlen fenyegetésnek lett kitéve az állam fővárosa, Sztepanakert.

## Következmények

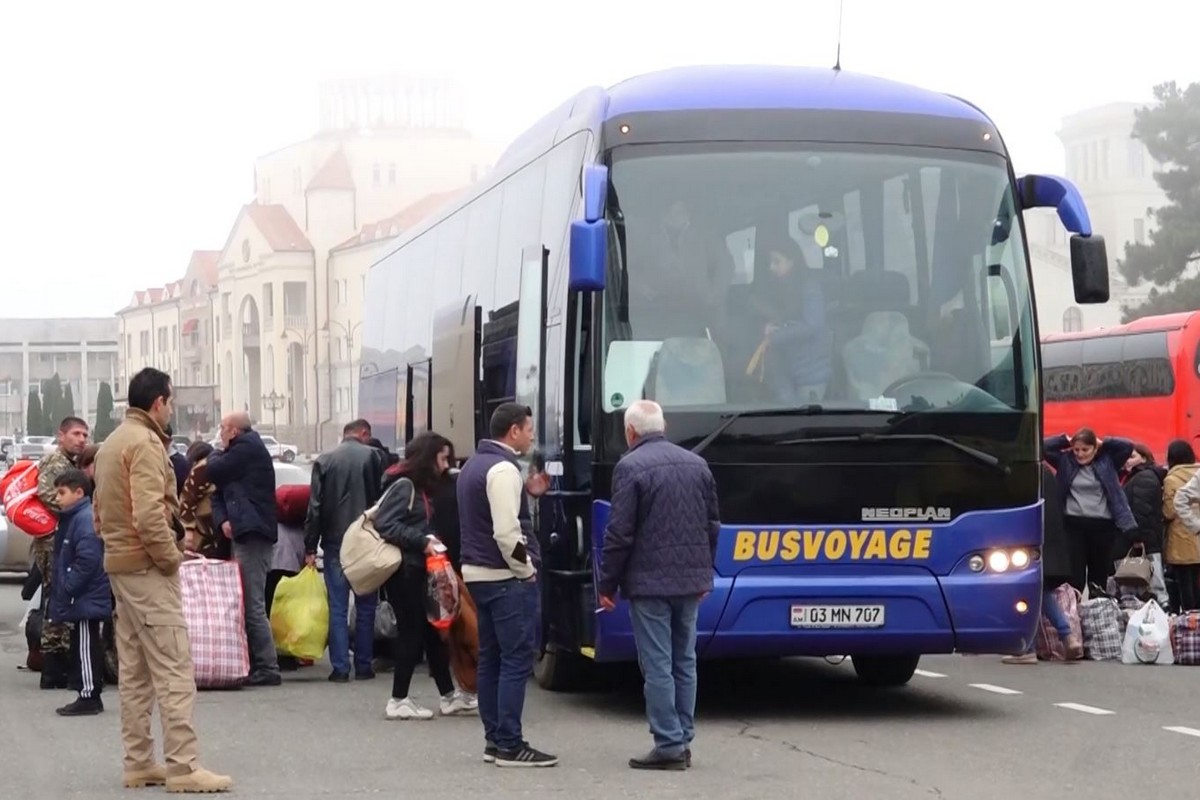
Örmények térnek vissza a háború után Sztepanakertbe

Az azeriek által elfoglalt területekről az örmények tömegével menekültek el, főleg Örményország területére, atrocitásoktól és vérengzésektől tartva. Oroszország közvetítésével ugyan elvileg fegyvernyugvás született Azerbajdzsán és Örményország között és Karabahba orosz békefenntartó erőket vezényeltek, ám a vereség miatt Örményországban belpolitikai válság alakult ki, s várhatóan  hosszabb távon az örmények nem fogadják el a vereségüket.
Örményországgal a Laçıni-folyosó kötötte össze 2020 és 2022 között, amit az azeriek 2022-ben lezártak. Azóta Azerbajzdsán folyamatosan terjeszti ki a hatalmát a terület fölött. 2022-ben a fegyverszüneti megállapodás alapján itt szolgáló orosz békefenntartók nem tudták szavatolni a megállapodás pontjait, így az azeri hadsereg lezárta a Laçıni-folyosót, így megszakadt a szabad átjárás Hegyi-Karabah és Örményország között.
2023 szeptemberében Hegyi-Karabah és Azerbajdzsán határán ismét fegyveres összetűzésekre került sor. A helyi örmények megadták magukat, és elfogadták a reintegrációt Azerbajdzsánba. Ezzel véget ért a hosszú azeri-örmény háborúk sorozata, azeri győzelemmel.